# Diary (박새별의 음반)
《Diary》은 2008년 11월 13일에 발매된 박새별의 미니 앨범이다.

## 곡 목록
1. 비온 후 갬
2. Can you hear me
3. 참 아름다워
4. 하루 일년 그리고..
5. 우린 날 수 있어요